# 高照寺山グリーンパーク

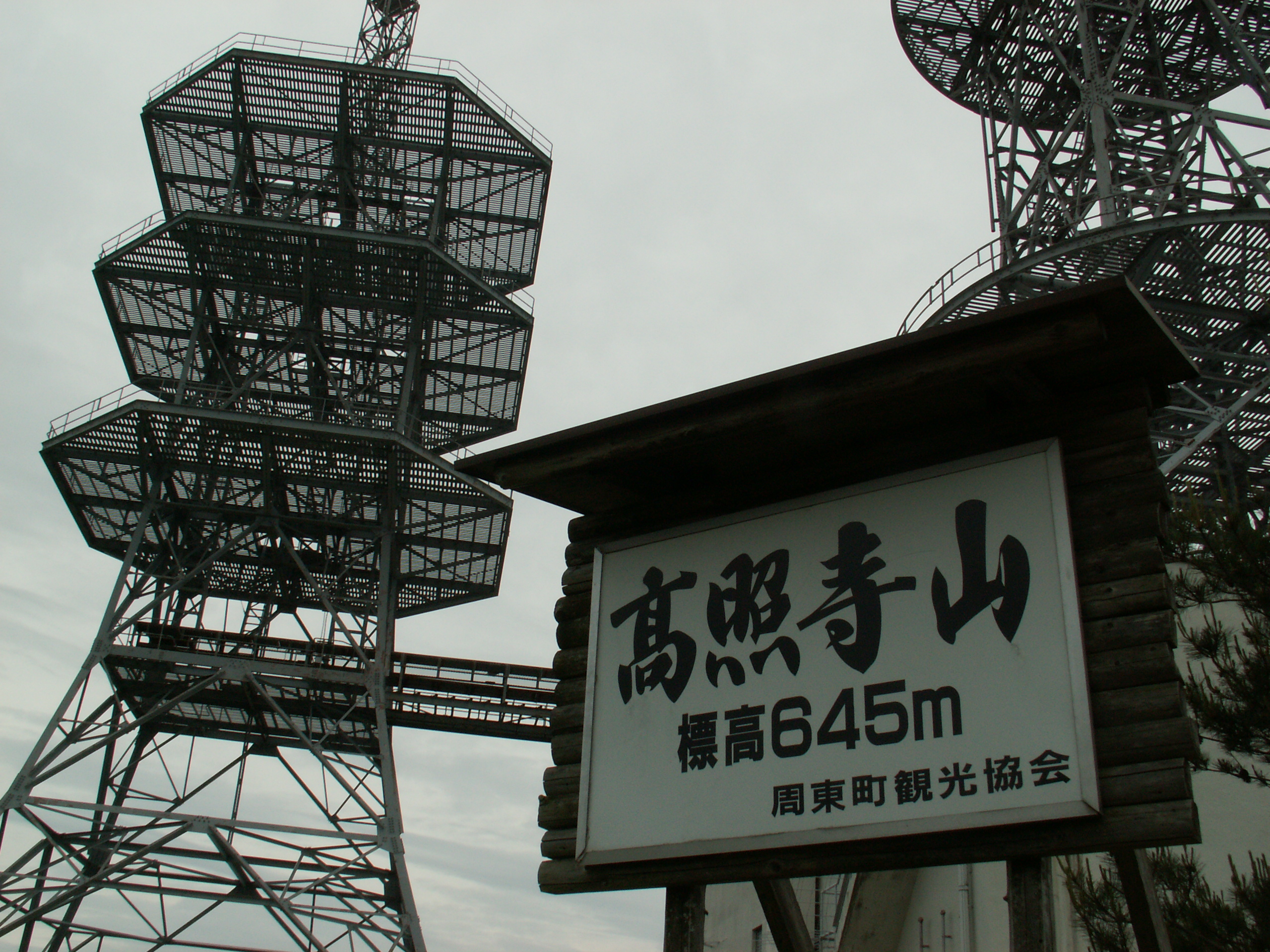
高照寺山山頂

高照寺山グリーンパーク（こうしょうじさんグリーンパーク）は、山口県岩国市にある公園である。最高地点の標高は645.3mで、パラグライダー等の滑空場がある。